# Microsoft Streets and Trips
Microsoft Streets & Trips - program-mapa opracowany i dystrybuowany przez Microsoft. Funkcjonował jako produkt grupy Microsoft MapPoint (który również zakończono, a ostatnia wersja to 2013) przeznaczony dla przeciętnego konsumenta do różnych zadań związanych np. z planowaniem trasy. Zawiera mapy Ameryki Północnej, w tym Stanów Zjednoczonych, Kanady i Meksyku. Ostatnia stabilna wersja to 2013 wydana w 2012 roku.
Europejska wersja była sprzedawana jako Microsoft AutoRoute i obejmuje całą Europę, w tym europejską część Rosji, Armenię, Azerbejdżan, Gruzję, Cypr i całą Turcję. Ostatnia stabilna wersja to Microsoft AutoRoute 2011. Zakończono rozwijanie Microsoft Streets & Trips, jak i Microsoft AutoRoute w 2013 roku. Ten program został już zakończony 31 grudnia 2014 roku.